# Los momentos / La mañana y el jardín
«Los momentos / La mañana y el jardín» es el segundo sencillo de la banda chilena Los Blops, lanzado en 1971 bajo el sello DICAP, y perteneciente a su álbum debut Blops, lanzado en octubre de 1970 por la misma casa discográfica.
El lado A corresponde al reconocido tema «Los momentos», compuesto por Eduardo Gatti, entonces músico de la banda, y que más tarde continuó interpretando el tema como solista.

## Lista de canciones
| Lado A |                |               |          |  |
| N.º    | Título         | Música        | Duración |  |
| 1.     | «Los momentos» | Eduardo Gatti |          |  |

| Lado B |                         |                   |          |  |
| N.º    | Título                  | Música            | Duración |  |
| 2.     | «La mañana y el jardín» | Juan Pablo Orrego |          |  |